# Garé (folyó)
Garé folyó a Közép-afrikai Köztársaságban.

## Fekvése
Banguitól 600 km-re keletre folyik. Környékén szavannaerdők vannak.